# Eparchie petrohradská
Eparchie petrohradská je eparchie ruské pravoslavné církve nacházející se v Rusku.

## Území a titul biskupa
Zahrnuje správní hranice území městského okruhu Petrohrad, Novaja Ladoga a obce Staraja Ladoga Volchovského rajónu Leningradské oblasti.
Eparchiálnímu biskupovi náleží titul biskup petrohradský a ladožský.

## Historie
Historicky bylo území současné eparchie až do začátku 18. století součástí novgorodské eparchie.
Před zřízením eparchie existovala v rámci Petrohradu synodální oblast, kterou řídil Nejsvětější synod.
Eparchie byla zřízena 12. září 1742 oddělením území z novgorodské eparchie.
Prvním eparchiálním biskupem se stal biskup sibirský a tobolský Nikodim (Srebnickij).
V létě 1923 bylo 123 chrámů spravováno renovační petrohradskou eparchií pod vedením metropolity Artemije (Illinského). V říjnu téhož roku po příjezdu biskupa Manuila (Lemeševského) se poměr moci mezi renovacionisty a biskupem Manuilem změnil i když renovacionisté měli silnou moc až do roku 1943.
Na začátku druhé světové války zůstala leningradská eparchie spolu s moskevskou eparchií jedinými dvěma eparchiemi kteří měli svého vládnoucího biskupa.
Dne 12. března 2013 byla z území Eparchie oddělena nová eparchie vyborgská, eparchie gatčinská a eparchie tichvinská. Tyto eparchie se staly součástí nově vzniklé petrohradské metropole.

## Seznam biskupů
- 1742–1745 Nikodim (Srebnickij)
- 1745–1750 Feodosij (Jankovskij)
- 1750–1761 Silvestr (Kuljabka)
- 1761–1762 Veniamin (Pucek-Grigorovič)
- 1762–1770 Gavriil (Kremeněckij)
- 1770–1799 Gavriil (Petrov)
- 1799–1818 Amvrosij (Podobedov)
- 1818–1821 Michail (Děsnickij)
- 1821–1843 Serafim (Glagolevskij)
- 1843–1848 Antonij (Rafalskij)
- 1848–1856 Nikanor (Klementěvskij)
- 1856–1856 Platon (Fivejskij), dočasný administrátor
- 1856–1860 Grigorij (Postnikov)
- 1860–1860 Leontij (Lebedinskij), dočasný administrátor
- 1860–1892 Isidor (Nikolskij)
- 1892–1892 Antonij (Vadkovskij), dočasný administrátor
- 1892–1898 Palladij (Rajev)
- 1898–1898 Ioann (Kratirov), dočasný administrátor
- 1898–1912 Antonij (Vadkovskij)
- 1912–1912 Nikandr (Fenomenov), dočasný administrátor
- 1912–1915 Vladimir (Bogojavlenskij), svatořečený mučedník
- 1915–1917 Pitirim (Oknov)
- 1917–1922 Veniamin (Kazanskij), svatořečený mučedník
- 1923–1923 Gurij (Stěpanov), dočasný administrátor, svatořečený mučedník
- 1923–1923 Feodor (Pozdějevskij), svatořečený mučedník
- 1923–1924 Manuil (Lemeševskij)
- 1924–1925 Venedikt (Plotnikov), dočasný administrátor
- 1925–1926 Grigorij (Lebeděv), dočasný administrátor, svatořečený mučedník
- 1926–1927 Gavriil (Vojevodin), dočasný administrátor
- 1926–1927 Iosif (Petrovych), svatořečený mučedník
- 1927–1928 Nikolaj (Jaruševič), dočasný administrátor
- 1928–1933 Serafim (Čičagov), svatořečený mučedník
- 1933–1945 Alexij (Simanskij)
- 1945–1955 Grigorij (Čukov)
- 1955–1959 Jelevferij (Voroncov)
- 1959–1960 Pitirim (Sviridov)
- 1960–1961 Gurij (Jegorov)
- 1961–1963 Pimen (Izvekov)
- 1963–1978 Nikodim (Rotov)
- 1978–1986 Antonij (Melnikov)
- 1986–1990 Alexij (Rüdiger)
- 1990–1995 Ioann (Snyčjov)
- 1995–1995 Simon (Geťa), dočasný administrátor
- 1995–2014 Vladimir (Kotljarov)
- od 2014 Varsonofij (Sudakov)